# Август Генрих Рудольф Гризебах
Август Генрих Рудольф Гризебах (нім. Heinrich August Rudolf Grisebach, 17 квітня 1814 — 9 травня 1879) — німецький ботанік. Автор численних робіт з систематики і географії рослин. Послідовник А. Гумбольдта. Збільшив до 60 число встановлених Гумбольдтом рослинних форм.
Ввів поняття «геоботаніка» (1866, одночасно із Ф. І. Рупрехтом та незалежно від нього), під якою розумів географію рослин, та «рослинна формація».
При поділі рослинності Землі на окремі області значною мірою опирався на кліматичні відмінності.

## Шлях в науці
Вивчав ботаніку та фармацевтику у Геттінгенському (1832) та Берлінському університетах (1834). У 1836 році отримав ступінь доктора медицини.
З 1837 року приват-доцент ботаніки Геттінгенського університету.
В 1839–1840 роках досліджував Балканський півострів та північно-західну частину Малої Азії, де вивчав та згодом детально описав місцеву флору.
З 1841 року — професор природознавства Геттінгенського університету.
Здійснив експедиції у Норвегію, Піренеї т Карпати.
З 1847 року професор та з 1857 року — директор університетського Ботанічного саду.
Член-кореспондент Прусської академії наук у Берліні (з 1874) Академії природничих наук Німеччини «Леопольдина».
Гризебах допомагав у складанні «Flora rossica» Ледебура, «Prodromus» Декандоля та «Flora brasiliensis» Марциуса.

## Почесті
На честь Гризебаха названий рід рослин Гризебахиантус (Grisebachianthus) родини Айстрові (Складноцвіті).

## Публікації
- нім. Grisebach A. Über den Einfluß des Klimas auf die Begrenzung der natürlichen Floren // Linnaea. 1838. Bd 12. S. 159–200
- лат. Grisebach A. Genera et Species Gentianearum observationibus quibusdam phytogeographicis. Stuttgart–Tübingen: J. G. Cotta, 1839
- лат. Grisebach A. Spicilegium Florae rumelicae et bithynicae, exhibens synopsin plantarum quas aest. 1839 legit. Brunsvigae: F. Vieweg, 1843–1844
- нім. Grisebach A. Über die Bildung des Torfes in den Emsmooren aus deren unveränderter Pflanzendecke, Göttingen, 1846
- англ. Grisebach A.H.R. Reports on botanical geography // Royal Society Reports and Papers on Botany. 1846–1849
- нім. Grisebach A. Über die Vegetationslinien des nordwestlicher Deutschlands, 1847
- лат. Grisebach A. Commentatio de distributione Hieracii Generis per Europam geographica. Sectio prior. Revisio specierum Hieracii in Europa sponte crecentium. Gottingae: Dieterich, 1852
- нім. Grisebach A. Grundriß der systematichen Botanik für akademische Vorlesungen entworfen. Göttingen: Dietrich, 1854
- нім. Grisebach A. Systematische Untersuchungen über die Vegetation de Karabeien, insbesondere der Insel Guadeloupe. Göttingen, 1857
- англ. Grisebach A. Flora of the British West Indian Islands. London: Lovell Reeve, 1864
- лат. Grisebach A. Catalogus Plantarum Cubensium Exhibens Collectionem Wrightianam aliasque Minores ex Insula Cuba Misas. Leipzig. 1866
- нім. Grisebach A.H.R. Die Vegetation der Erde nach ihrer klimatischen Anordnung. Ein Abriß der Vergleichenden Geographie der Pflanzen. – Leipzig: Wilhelm Engelmann, 1872[2]
- лат. Grisebach A. Plantae Lorentzianae, 1874
- лат. Grisebach A. Symbolae ad floram Argentinam, 1879
- нім. Grisebach A.H.R. Gesammelte Abhandlungen und kleinere Schriften zur Pflanzengeographie. – Leipzig: W. Engelmann, 1880
- рос. Гризебах А. Растительность земного шара согласно климатическому её распределению: очерк сравнительной географии растений. — СПб.: Издательство товарищества «Общественная польза». 1874—1877